# Mioveni
Mioveni é uma cidade da Roménia com 35.849 habitantes, localizada no judeţ (distrito) de Argeş.